# Szerecsenmaki
A szerecsenmaki (Eulemur macaco) az emlősök (Mammalia) osztályába, a főemlősök (Primates) rendjébe és a makifélék (Lemuridae) családjába tartozó faj.

## Előfordulása
Madagaszkár szigetének északnyugati részén honos. Élőhelye a trópusi monszunerdők.

## Megjelenése
|  |  |

A hím és a nőstény annyira különbözőek, hogy sokáig külön fajnak hitték őket. Testhossza a farok nélkül 45 cm, ebből a farok 64 cm. Testtömege 3 kg.

## Életmódja
A szerecsenmaki fán élő, gyümölccsel, virággal és nektárral táplálkozó faj. Családi csoportokban él. Fogságban 20-25 évig él.

## Szaporodása
Az ivarérettség 2 évesen kezdődik. A párzási időszak júniustól júliusig tart. A vemhesség 120-129 napig tart, ennek végén 1-2 kölyöknek ad életet. A kölykök születésükkor 74,67 g súlyúak. Az elválasztásra 5-6 hónaposan kerül sor.

## Természetvédelmi állapota
A szerecsenmakit az élőhelyének elvesztése és az orvvadászat fenyegeti. Az IUCN vörös listáján a sebezhető kategóriában szerepel. Magyarországon a Fővárosi Állat- és Növénykertben lehet látni.